# Thébasa
Thébasa est une ancienne localité et une forteresse d'Asie Mineure. 

## Histoire
Elle apparaît dans les écrits de Pline l'Ancien comme une importante cité de l'ancienne Lycaonie située dans les monts Taurus. 
Par la suite, elle est impliquée dans les guerres byzantino-arabes. Positionnée à la frontière entre les deux aires d'influence, elle occupe une position stratégique. Elle est prise par les Abbassides lors de leur invasion de l'Asie Mineure de 806 et détruite entièrement. Sa position exacte n'est toutefois pas établie avant 2022. William Mitchell Ramsay suggère que Thébasa est la citadelle fortifiée de l'antique cité d'Hyda. Selon lui, cette ville correspond peu ou prou à la localité de Kara Bunar dans l'actuelle Turquie. Cependant, les historiens modernes rejettent l'association entre Thébasa et Hyda et estiment que cette dernière correspond plutôt à l'actuelle ville de Divle,.
Les ruines de Thébasa ont été découvertes par un archéologue amateur polonais en 2022, selon l'agence de presse turque Anadolu Agency,.

Carte de la frontière byzantino-arabe avec la position approximative de Thébasa, plein ouest.